# Латиноамеричка песма Евровизије
Латиноамеричка песма Евровизије је пројекат по узору на Песму Евровизије у ком ће се такмичити земље Латинске Америке.

## Историја
Кроз историју, Песма Евровизије се емитовала у барем 7 држава Латинске Америке: Аргентини, Бразилу, Чилеу, Мексику, Суринаму, као и на Јамајки и Тринидаду и Тобагу. Од 75 милиона јединствених гледалаца за садржај везан за Песму Евровизије 2022, латиноамеричка тржишта су била међу онима са најбољим учинком међу земљама које не учествују на такмичењу. Највише садржаја је гледано из Аргентине, Бразила, Чилеа и Мексика.